# Fenix (tidning)
Fenix - Speltidningen är en tidskrift som ges ut av Åskfågeln förlag.
Tidningen har fokus på rollspelshobbyn men tar även upp bland annat airsoft, brädspel, datorspel, figurspel, kortspel, lajv och paintball. Fenix, som startade utgivning 2004, är 68 sidor tjock, varav 16 sidor äventyrsbilaga, och ges ut sex gånger per år. Tidningen startades och drivs fortfarande av Anders Gillbring (tillsammans med sin hustru Tove tills hennes bortgång 2022).
Varje nummer innehåller även tre seriestrippar med Birger Barbaren, tecknad och påhittad av Åke Rosenius.

## Fenix awards
Fenix utser med hjälp av sina läsare varje år i kategorierna: Rollspel, Regler, Kampanjmiljö, Omslag, Illustrationer, Formgivning, Kartor, Supplement, Kampanj, Speltillbehör, Digitala speltillbehör, Soloäventyr, Spelrelaterad bok, Konvent, Konventsäventyr, Spelförfattare, Illustratör, Kartritare, Kommunikatör, Actual Play Podcast (från 2018), Diskussionspodcast (från 2018). Prisgalan äger rum på spelkonventet Gothcon. Prisutdelningen mellan åren 2019-2022 blev inställda på grund av Coronapandemin. Under GothCon 2023 skapades en särskild kategori kallad "De gångna åren" avsedd att dela ut pris för bästa rollspel skapade under dessa år. 
|      | Rollspel                                                                      | Regler                                          | Kampanjmiljö                                                              | Omslag                                                                           | Illustrationer                                                                                | Formgivning                                                                                   | Kartor                                                                                        |
| ---- | ----------------------------------------------------------------------------- | ----------------------------------------------- | ------------------------------------------------------------------------- | -------------------------------------------------------------------------------- | --------------------------------------------------------------------------------------------- | --------------------------------------------------------------------------------------------- | --------------------------------------------------------------------------------------------- |
| 2015 | Mutant: Genlab Alfa                                                           | Mutant: Genlab Alfa                             | Tisla fäste (Symbaroum)                                                   | Mutant: Genlab Alfa                                                              | n/a                                                                                           | n/a                                                                                           | Mutant: Genlab Alfa                                                                           |
| 2016 | Guld - Coriolis Silver – Western IV                                           | Guld - Coriolis Silver – Western IV             | Guld - Karvosti Silver – Robotkollektivet Helium                          | Guld - Mutant: Maskinarium Silver - Riddare och hjältedåd                        | Guld - Western IV Silver - Häxhammaren                                                        | Guld - Oktoberlandet Silver - Western IV                                                      | n/a                                                                                           |
| 2017 | Guld: Ur varselklotet Silver: Sagospelet äventyr                              | Guld: Ur varselklotet Silver: Kutulu            | Guld: Yndaros Silver: Enklaven Elysium                                    | Guld: Ur varselklotet Silver: Yndaros                                            | Guld: Ur varselklotet Silver: Yndaros                                                         | Guld: Ur varselklotet Silver: Den sista najaden                                               | Guld: Yndaros Silver: Ur varselklotet                                                         |
| 2018 | Guld: Kult, divinity lost Silver: Svärdets sång                               | Guld: Kult, divinity lost Silver: Svärdets sång | Guld: Kult, divinity lost Silver: Emissarien som försvann                 | Guld: Kult, divinity lost Silver: Den grå döden                                  | Guld: Kult, divinity lost Silver: Svärdets sång                                               | Guld: Kult, divinity lost Silver: Svärdets sång                                               | Guld: Svärdets sång Silver: Äventyrspaket 3                                                   |
| 2023 | Guld - Nelly Rapps rollspelsbok för monsteragenter Silver - Sagospelet skräck | Guld - Sagospelet skräck Silver - De fördömda   | Guld - Sirenens klagan (Kopparhavets hjältar) Silver - Basker Blå (Chock) | Guld - Årstidernas mysterier (Nordiska väsen) Silver - Tadonro Vol II (Vindsjäl) | Guld - Årstidernas mysterier (Nordiska väsen) Silver - Sirenens klagan (Kopparhavets hjältar) | Guld - Årstidernas mysterier (Nordiska väsen) Silver - Sirenens klagan (Kopparhavets hjältar) | Guld - Sirenens klagan (Kopparhavets hjältar) Silver - Årstidernas mysterier (Nordiska väsen) |
|      |                                                                               |                                                 |                                                                           |                                                                                  |                                                                                               |                                                                                               |                                                                                               |

|      | Supplement                                                | Kampanj                                             | Speltillbehör                                                                   | Digitala speltillbehör                                            | Soloäventyr                                             | Spelrelaterad bok                                                                   | Konvent                        |
| ---- | --------------------------------------------------------- | --------------------------------------------------- | ------------------------------------------------------------------------------- | ----------------------------------------------------------------- | ------------------------------------------------------- | ----------------------------------------------------------------------------------- | ------------------------------ |
| 2015 | Dö Köttätare, Dö! (Mutant: År Noll                        | Hotell Imperator (Mutant: År Noll                   | n/a                                                                             | n/a                                                               | n/a                                                     | Äventyrsspel – Bland mutanter, drakar och demoner                                   | n/a                            |
| 2016 | Guld - Mutant: Maskinarium Silver - Riddare och hjältedåd | Guld - Häxhammaren Silver - Anden i maskinen        | Guld - Units, Skepnad Studios Silver - Ikonkortleken                            | n/a                                                               | n/a                                                     | Guld - Nils Gulliksson illustrationer och skisser Silver – Fabulous Art of Trudvang | n/a                            |
| 2017 | Guld: Våra vänner maskinerna Silver: Mutant Elysium       | Guld: Yndaros Silver: Katastrofens väktare          | Guld: Specialtärningar (Ur varselklotet) Silver: Förmågor & Krafter (Symbaroum) | Guld: Glömda gudars klagan Silver: En handfull artiklar & äventyr | n/a                                                     | Guld: Passagen Silver: The art of symbaroum                                         | Guld: Gothcon Silver: Nordsken |
| 2018 | Guld: Korpens klagan Silver: Monster codex                | Guld: Black Madonna Silver: Emissarien som försvann | Guld: Tarot cards (Kult) Silver: Tärningar (Svärdets sång)                      | Guld: Fenix PDF 2004-2018 Silver: Äventyrsplatser                 | Guld: Fasornas djungel Silver: Monsterjägaren och maran | Guld: Mutant - minnen från den förbjudna zonen Silver: Döden är bara början         | Guld: Gothcon Silver: Nordsken |
|      |                                                           |                                                     |                                                                                 |                                                                   |                                                         |                                                                                     |                                |

|      | Konventsäventyr                                                    | Spelförfattare                                                  | Illustratör                                  | Kartritare                                      | Kommunikatör                                       | Podcast                                                | Actual play podcast                             | Diskussionspodcast                             |
| ---- | ------------------------------------------------------------------ | --------------------------------------------------------------- | -------------------------------------------- | ----------------------------------------------- | -------------------------------------------------- | ------------------------------------------------------ | ----------------------------------------------- | ---------------------------------------------- |
| 2015 | n/a                                                                | Mattias Johnsson (Symbaroum)                                    | Martin Bergström (Symbaroum)                 | n/a                                             | n/a                                                | n/a                                                    | n/a                                             | n/a                                            |
| 2016 | n/a                                                                | Guld – Tove & Anders Gillbring Silver - Mattias Johnsson        | Guld - Simon Stålenhag Silver – Lukas Thelin | Guld - Johan Nohr Silver – Anders Gillbring     | n/a                                                | Guld - Vi spelar rollspel Silver - Signaler från zonen | n/a                                             | n/a                                            |
| 2017 | Guld: Maskinerna är våra vänner Silver: Oakwood heights            | Guld: Tomas Härenstam Silver: Mattias Johnsson                  | Guld: Simon Stålenhag Silver: Martin Grip    | Guld: Francesco Mattioli Silver: Tobias Tranell | Guld: Tove Gillbring Silver: Gabrielle de Bourg    | Guld: Vi spelar rollspel Silver: Red moon roleplaying  | n/a                                             | n/a                                            |
| 2018 | Guld: Guld I skräckfilmens skugga Silver: Baronen av Barbary Coast | Guld: Gunilla Jonsson & Michael Petersén Silver: Erik Granström | Guld: Nils Gulliksson Silver: Martin Grip    | Guld: Tobias Tranell Silver: Lars Strömqvist    | Guld: Gabrielle de Bourg Silver: Andreas Lundström | n/a                                                    | Guld: Red moon roleplaying Silver: Sweden rolls | Guld: Signaler från zonen Silver: Fummelpodden |
|      |                                                                    |                                                                 |                                              |                                                 |                                                    |                                                        |                                                 |                                                |